# Bodhi Linux
Bodhi Linux是一个基于Ubuntu使用Moksha窗口管理器的轻量级Linux发行版。原3.0版的Bodhi Linux直接从Enlightenment的软件开发仓库中集成并预配置最新的Enlightenment，提供了大量模块特性、高度的可定制性及主题选择。缺省的Bodhi系统很小巧，仅有的预装程序包含Midori、Terminology、EFM（Enlightenment文件管理器）、ePhoto及ePad，而通过Bodhi软件中心可以安装获取大量的实用软件。